# دیتر شوارتس
دیتر شوارتس (به آلمانی: Dieter Schwarz) (زاده ۲۴ سپتامبر ۱۹۳۹) کارآفرین، سرمایه‌دار و مدیر ارشد اجرایی آلمانی است، که در سال ۱۹۷۳ شرکت لیدل را تأسیس نمود. شوارتس در مارس ۲۰۱۴ با دارایی خالص ۲۱٫۵ میلیارد دلار از سوی مجله فوربز به‌عنوان ثروتمندترین فرد آلمان شناخته شد. وی هم‌اکنون در رتبه ۳۶ از فهرست ثروتمندترین افراد جهان قرار دارد. وی مالک و بنیانگذار گروه شوارتس می‌باشد.